# Volcà submarí

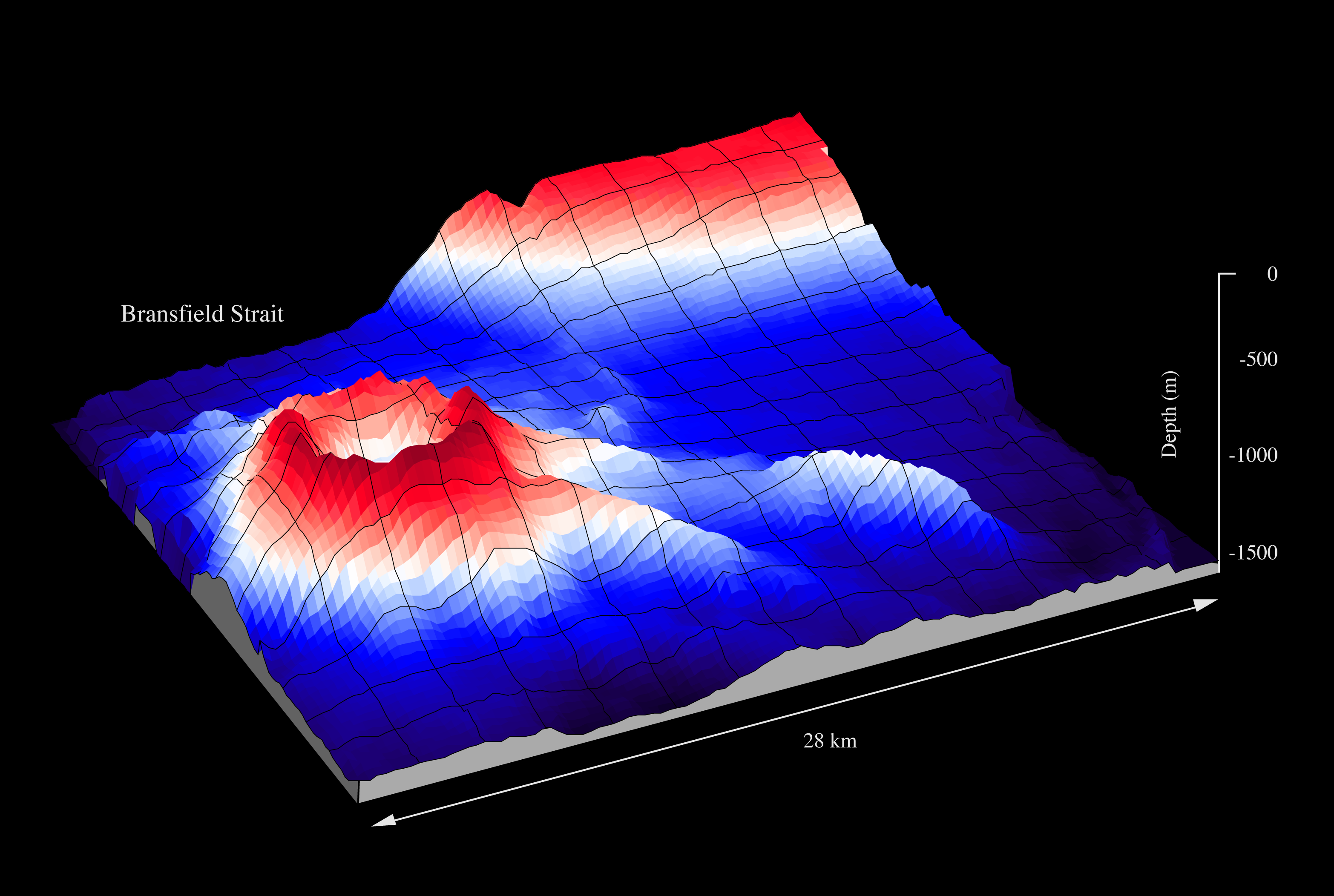
Volcà submarí a l'estret Bransfield de l'Antàrtida

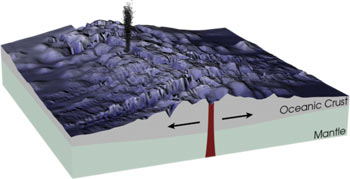
Cresta oceànica

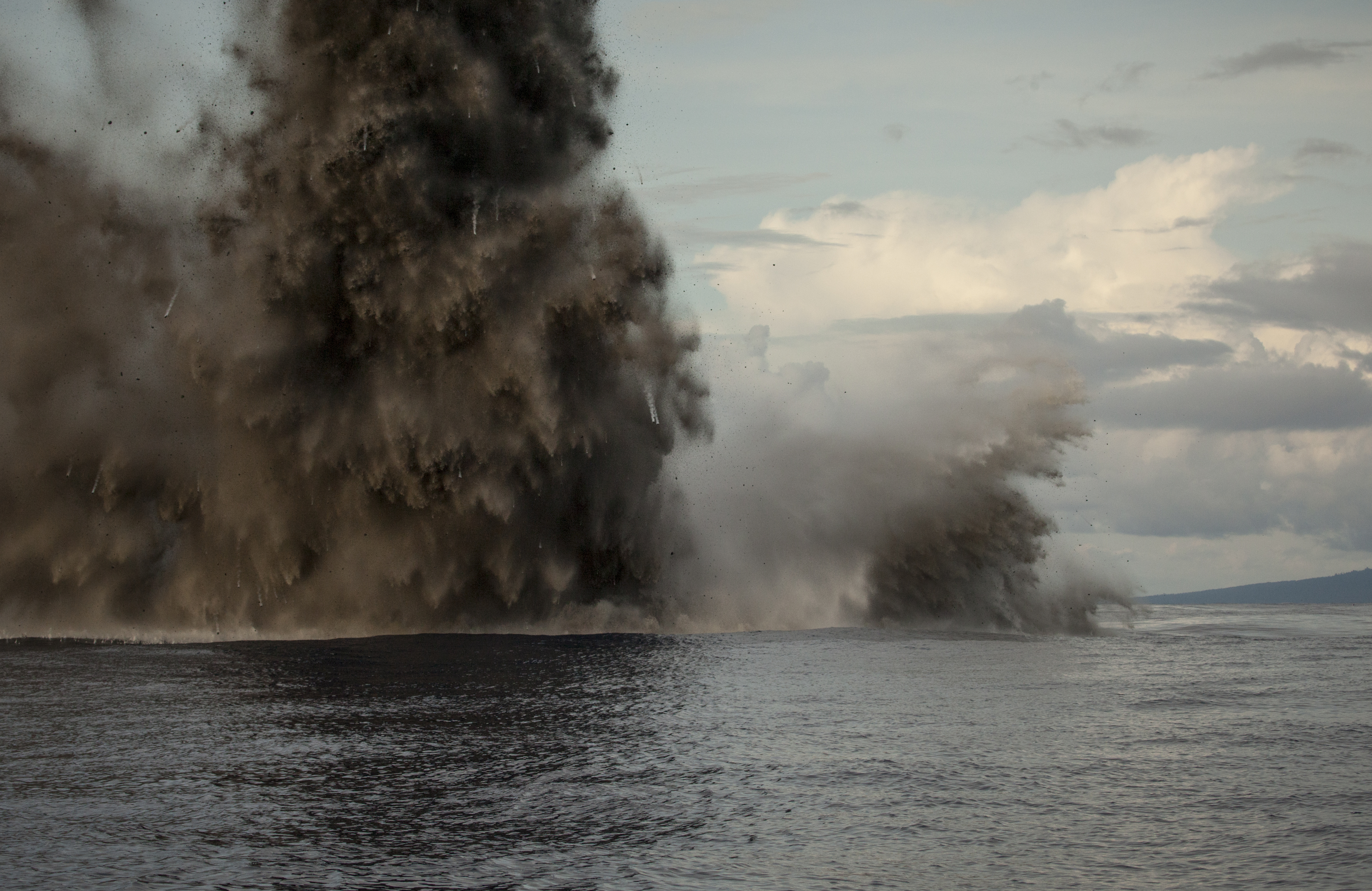
Erupció sobresortint a l'atmosfera del volcà submarí Kavachi situat a 25 m. sota la superfície de l'oceà.

Un volcà submarí és una fissura submarina de la superfície terrestre per on el magma pot sortir per erupció. Els volcans submarins són a prop de les zones de col·lisió de les plaques litosfèriques, conegudes com dorsals o crestes oceàniques. la majoria es localitzen en les fondàries dels mars i oceans, però també n'hi ha en aigües somes, i poden arribar a llençar materials directament a l'atmosfera durant l'erupció. S'estima que els volcans submarins aporten el 75% del total de la sortida anual de magma a la superfície terrestre.
A Europa n'hi ha de localitzats al Mediterrani, localitzats a la mar Tirrena davant de la costa oest d'Itàlia. A l'Atlàntic, les illes Canàries, són una cadena d'illes volcàniques amb volcans submarins molt actius. Poden provocar esllavissades submarines o tsunamis durant un esdeveniment eruptiu.
L'activitat volcànica pot produir surgències hidrotermals amb abundant activitat biològica. Aquestes surgències es localitzen als cims, a les crestes i als vessants de les muntanyes submarines.
Els sistemes volcànics més productius de la Terra són a una mitjana de 2.600 m. de profunditat sota l'aigua. El magma i la lava creen i canvien constantment les vores i límits de les plaques oceàniques. La temperatura en profunditat i els minerals que flueixen, afavoreixen alguns dels ecosistemes més rars i rics de la Terra.
El vulcanisme submarí més profund és força difícil de detectat i complicat d'estudiar. No obstant, és clara la importància dels volcans submarins en els processos de formació de l'escorça terrestre i en la qualitat i les característiques químiques de l'aigua dels oceans. Les conques oceàniques ocupen més de dues terceres parts de la superfície de la Terra i són recobertes per capes sedimentàries i pels dipòsits dels volcans submarins.

## Formació
En les muntanyes submarines les roques es formen per la fusió del mantell, combinant processos baixos de fusió que produeixen el regruiximent de l'escorça oceànica.
Els volcans submarins es formen a la superfície de la Terra sota el nivell del mar. Si els volcans són actius hi pot haver erupcions i alliberament de magma. Els que són a poca profunditat poden expulsar material a l'atmosfera. La lava emesa pels volcans submarins és força diferent de la lava volcànica terrestre per estar en contacte directe amb l'aigua. L'octubre de 2011 es va formar un nou volcà submarí a l'illa Hierro de les Canàries. En fondàries submarines de més de 2.200 metres la pressió de l'aigua excedeix de 218 atmosferes. La pressió crítica fa que l'aigua no bulli i esdevé un fluid supercrític. La lava en profunditat forma bancs o coixins.

### Tipologies
Hi ha tres tipus bàsics de volcans submarins:
- Els volcans que es formen a les vores extensives, on dues plaques tectòniques es separen una de l'altra. Les taxes d'extensió varien entre 1-2 cm/any a la dorsal de l'Atlàntic Mitjà i 10-15 cm/any als centres d'extensió del Pacífic-Est. La lava, principalment de basalt, surt en fluxos que solen tenir una forma de "coixí" molt distintiva, depenent de la  velocitat i la viscositat del flux.[10]
- Els volcans de les zones de subducció, allà on dues plaques tectòniques convergeixen i xoquen. La placa que subdueix es fon i produeix una lava de roques com l'andesita, d'alta viscositat i alt contingut de gasos. Aquesta lava s'associa a les erupcions molt violentes però alhora esmorteïdes per la profunditat.
- Els volcans de punt calent. Es produeixen com a conseqüència d'un plomall de magma que s'eleva a través de l'escorça des d'una zona de fusió superior del mantell terrestre. El basalt és la roca més característica. Les erupcions sovint acaben creant cadenes d'illes volcàniques i muntanyes submarines.[11]

## Erupció
Durant molts anys es creia que les erupcions dels volcans submarins eren poques i alhora menys interessants que les dels volcans en terra ferma i que les erupcions submarines només generaven fluxos de lava lents i de poc reccorregut. Un cop la tecnologia va permetre de recollir dades a la zona del Pacífic nord-est, s'ha comprovat i entès la forma de dispersió de cendres i les grans columnes d'aigua calenta.
En les erupcions en aigües profundes, sovint la pressió de l'aigua reté la sortida dels gasos volcànics i es poden produir explosions submarines. Quan l'erupció s'incrementa i el volcà submarí creix, la pressió de l'aigua ja no és prou i els gasos s'escapen. Les emanacions dins l'aigua creen columnes ascendents cap a la superfície, on s'hi observen diferents coloracions de l'aigua pels fangs i restes de tosca que transporten.
A les dorsals oceàniques i zones intrapalca els volcans aboquen materials del mantell que s'eleven o descendeixen amb força depenent de les compressions (regruiximent) o distensions (aprimament) de la placa. En aquests llocs, els volcans aboquen colades de tipus basàltic.
Els magmes dels volcans pròxims a les zones de subducció es formen habitualment per la disminució del punt de fusió a causa de l'addició de volàtils a la placa/llosa descendent. Els magmes contenen majoritàriament compostos calcoalcalins i contenen més silici i major gran abundància de volàtils, però alhora una quantitat inferior de magnesi. Així resulten magmes d'una viscositat més alta i per això són més explosius.

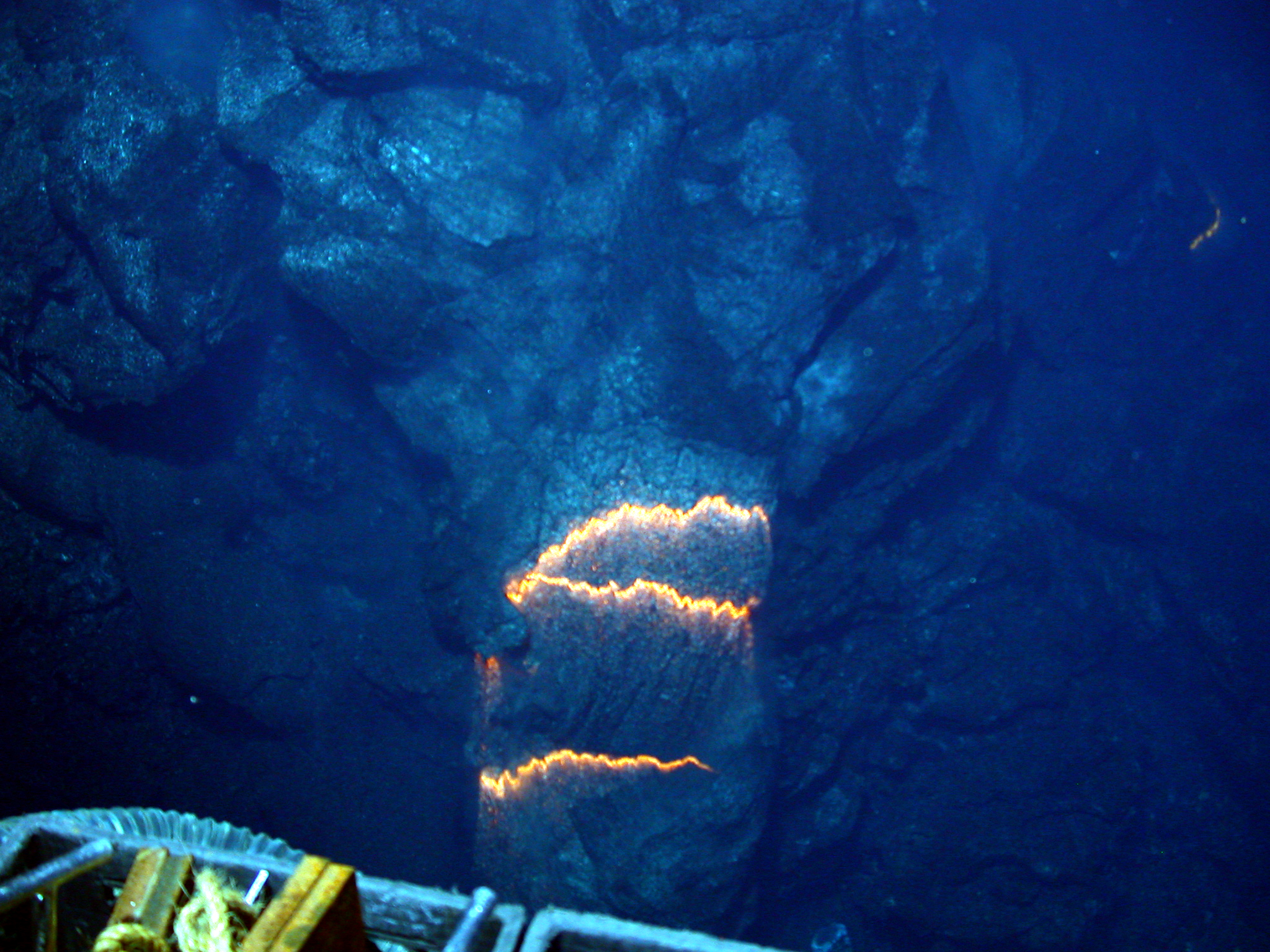
West Mata, mig de 2009
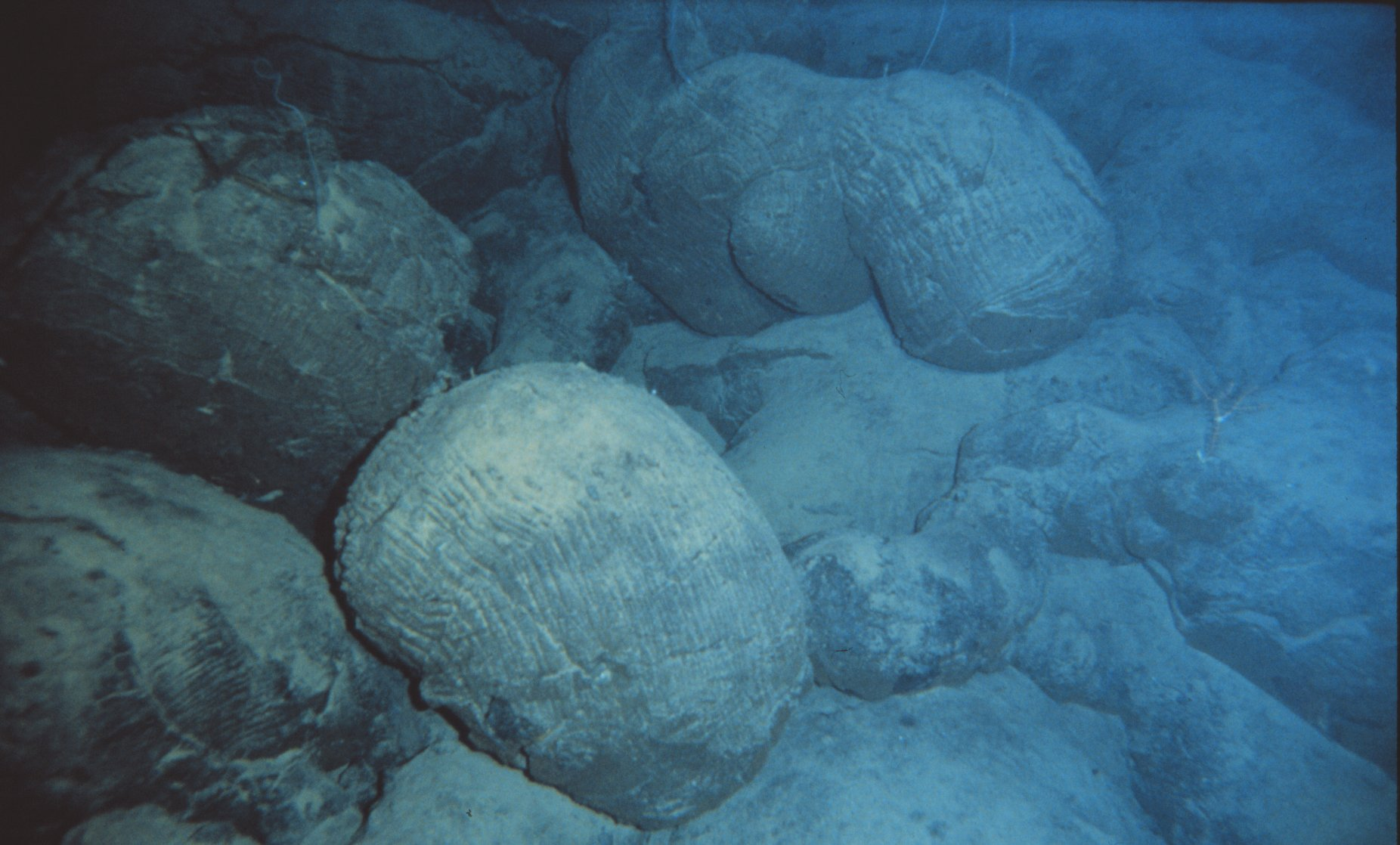
Lava d'un volcà submarí
Mapa de crestes volcàniques
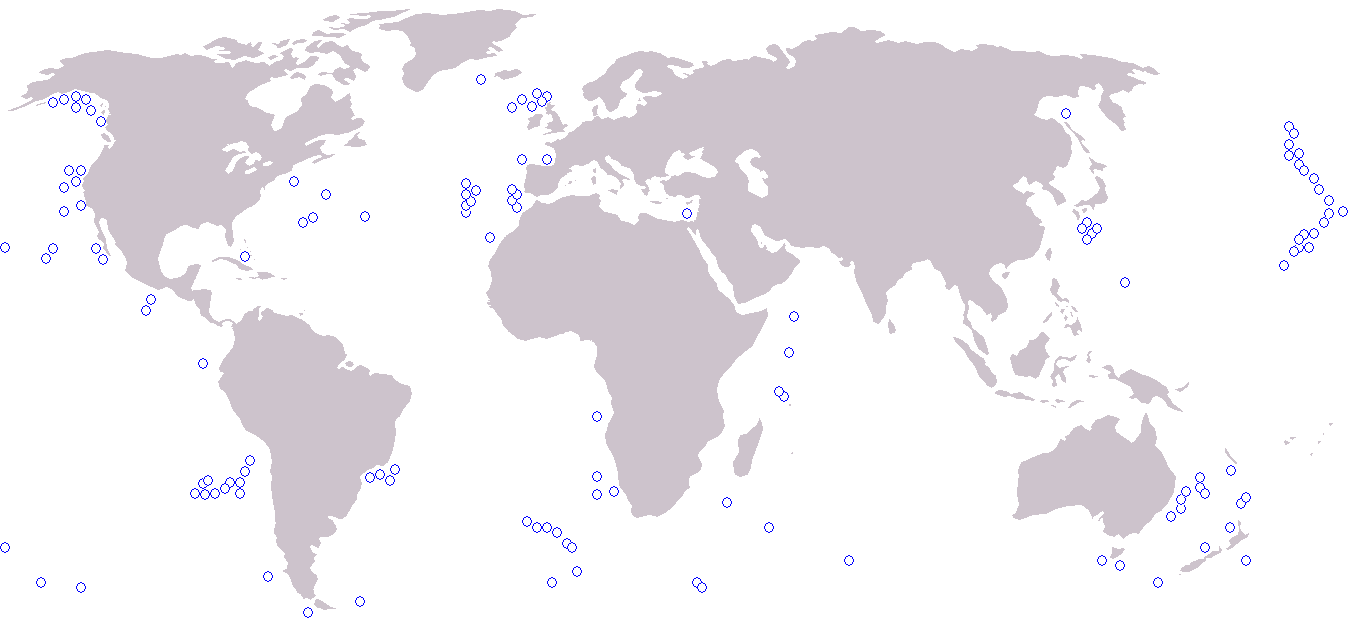
Mapa de les muntanyes marines
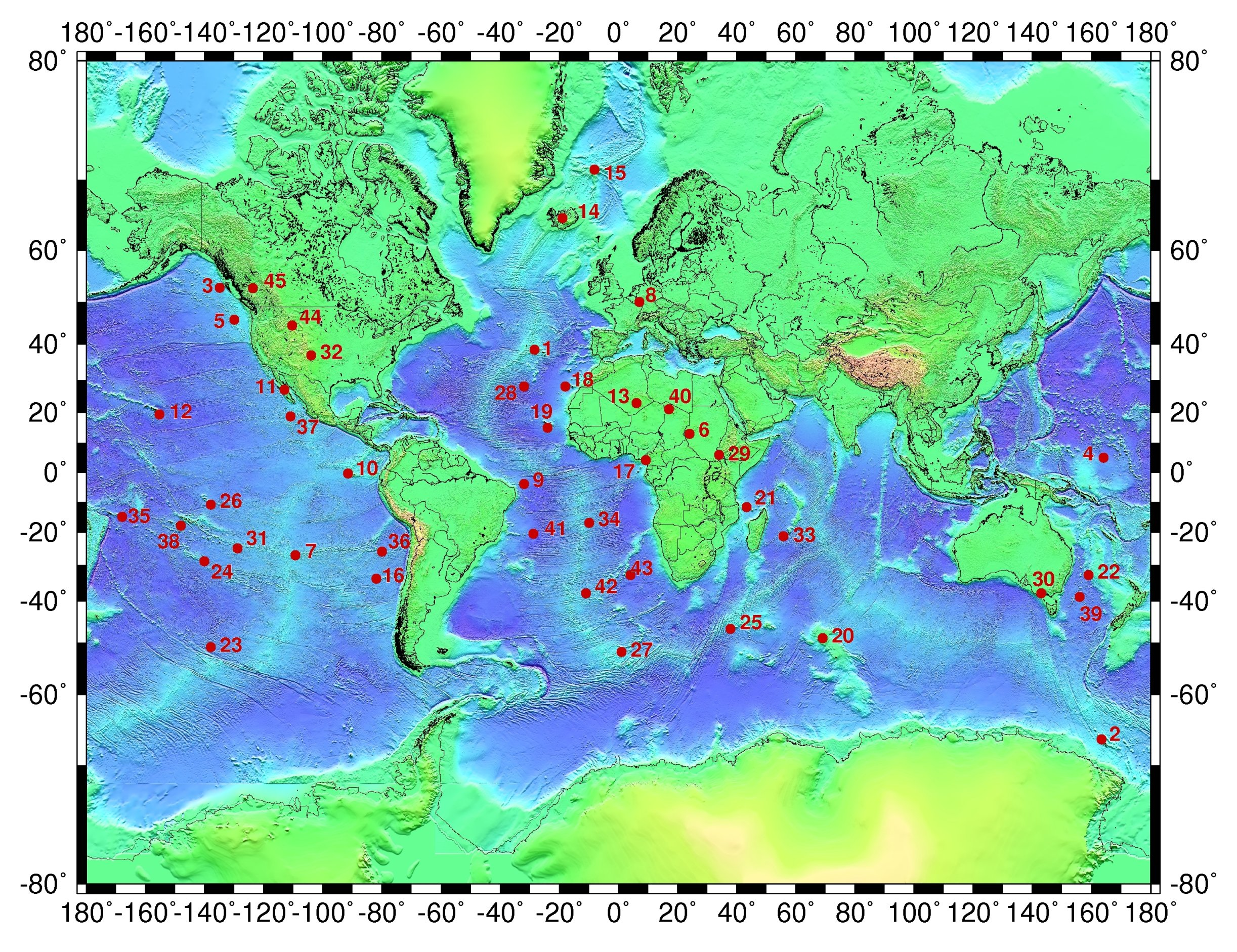
Mapa dels principals punts calents